# Santonge
El Caserío de Santonge pertenece al municipio de Vélez-Blanco, provincia de Almería, España.

## Contexto
En las inmediaciones de esta aldea tiene sus fuentes el arroyo de la Cañada del Salar.
En sus alrededores también se encuentran manifestaciones de arte rupestre, situadas en distintos abrigos y cuevas, declaradas patrimonio de la humanidad.

## Legislación sobre el régimen de protección de este monumento
La protección abarca un conjunto de ocho abrigos y cuevas en las que se conservan manifestaciones de arte levantino y arte esquemático, destacando la Cueva de los Letreros como el conjunto de arte esquemático más importante de la península ibérica.

## Zonas protegidas
Existen ocho zonas protegidas: Abrigo de las Tejeras; Abrigo de las Colmenas; Abrigos del Estrecho de Santonge; Abrigo del Gabar; Abrigos de los Lavaderos de Tello; Cueva de Ambrosio; Abrigos del Maimón y Abrigos de la Sierra de María, donde el paisaje pasa a desempeñar un papel fundamental en la concepción y entendimiento de las pinturas, todo ello en un contexto natural que por su importancia ambiental ha merecido su declaración como parque natural de Sierra de María-Los Vélez, por Decreto 236/1987, de 30 de septiembre.